# Néo Chorió (Paphos)
Pour les articles homonymes, voir Néo Chorió.
Néo Chorió (grec moderne : Νέο Χωριό) est un village de Chypre de plus de 519 habitants.